# Broodje Gezond
Broodje Gezond is een televisieprogramma van KRO-NCRV.
Presentatoren Marlijn Weerdenburg en Ersin Kiris onderzoeken hierin verschillende voedingshypes en gezondheidsmythes.

## Afleveringen

### Seizoen 1
| Afleveringnummer | Uitzenddatum | Titel                                                             |
| ---------------- | ------------ | ----------------------------------------------------------------- |
| 1.1              | 17 mei 16    | Krijg je kanker van het eten van vlees?                           |
| 1.2              | 24 mei 16    | Is sap net zo slecht als cola?                                    |
| 1.3              | 31 mei 16    | Zijn biologische groenten gezonder dan niet-biologische groenten? |
| 1.4              | 7 juni 16    | Is koffie slecht voor je hart?                                    |
| 1.5              | 14 juni 16   | Is boter beter dan margarine?                                     |
| 1.6              | 28 juni 16   | Zijn twee glazen rode wijn per dag gezond?                        |

### Seizoen 2
| Afleveringnummer | Uitzenddatum | Titel     |
| ---------------- | ------------ | --------- |
| 2.1              | 10 mei 17    | Melk      |
| 2.2              | 17 mei 17    | E-nummers |
| 2.3              | 24 mei 17    | Chocola   |
| 2.4              | 31 mei 17    | Zout      |
| 2.5              | 7 juni 17    | Vezels    |
| 2.6              | 14 juni 17   | Detox     |

### Seizoen 3
| Afleveringnummer | Uitzenddatum | Titel                                  |
| ---------------- | ------------ | -------------------------------------- |
| 3.1              | 14 mei 18    | Vitaminepillen                         |
| 3.2              | 21 mei 18    | Koolhydraten... word je dik van brood? |
| 3.3              | 28 mei 18    | Ei                                     |
| 3.4              | 4 juni 18    | Bak en braad                           |
| 3.5              | 11 juni 18   | Zoetstoffen                            |

### Seizoen 4
| Afleveringnummer | Uitzenddatum  | Titel      |
| ---------------- | ------------- | ---------- |
| 4.1              | 25 april 2019 | Soja       |
| 4.2              | 2 mei 2019    | Water      |
| 4.3              | 9 mei 2019    | Darmflora  |
| 4.4              | 16 mei 2019   | Vis        |
| 4.5              | 23 mei 2019   | Vers-blik  |
| 4.6              | 30 mei 2019   | Eetpatroon |